# Ecoladrillo

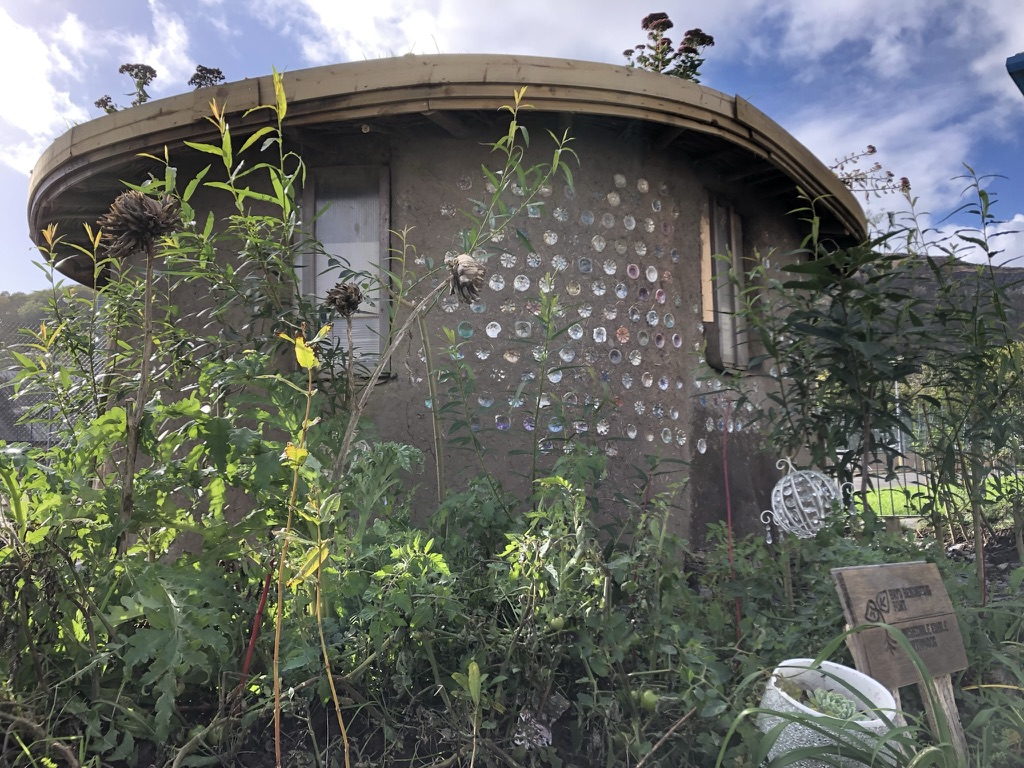
Una casa construida con ecoladrillos en Porthmadog, Reino Unido.

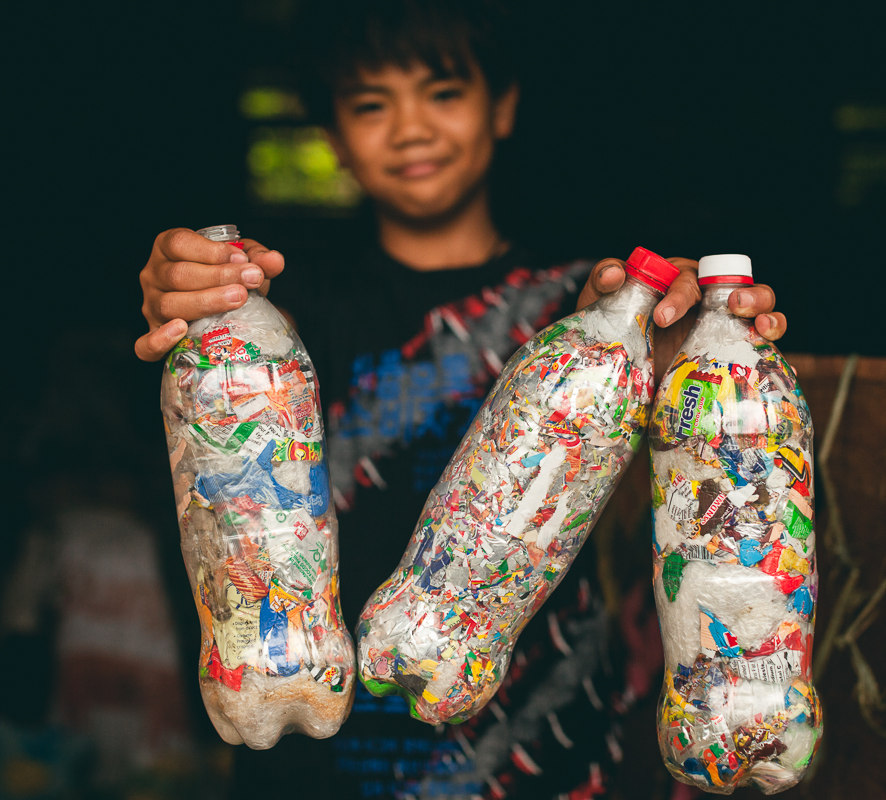
Ecoladrillos son botellas llenadas con basura no orgánica.

Un ecoladrillo es una botella plástica llena con productos que por cuestiones técnicas o económicas no son reciclables, como plásticos de un solo uso, telgopor, látex o incluso colillas de cigarrillo, de manera compacta. Cada ecoladrillo sirve como un bloque de construcción que pueden ser utilizado para producir estructuras. De esa manera sirve para capturar y reducir la contaminación que de otra forma producirían los materiales compactados en su interior.

## Aplicaciones arquitectónicas con un ecoladrillo
Los ecoladrillos pueden ser juntados utilizando bandas de neumático, silicona y cemento para construir muebles, jardines, estructuras y otras cosas.  Los ecoladrillos se están utilizando de maneras variadas alrededor del mundo.  Idealmente, las construcciones con ecoladrillos usan métodos de cuna a la cuna para combinar las botellas, asegurando que los ecoladrillos puedan ser usados sin perjudicar la botella al terminar la construcción. Esto es útil para diferenciar entre ecoladrillos temporales y de largo uso.

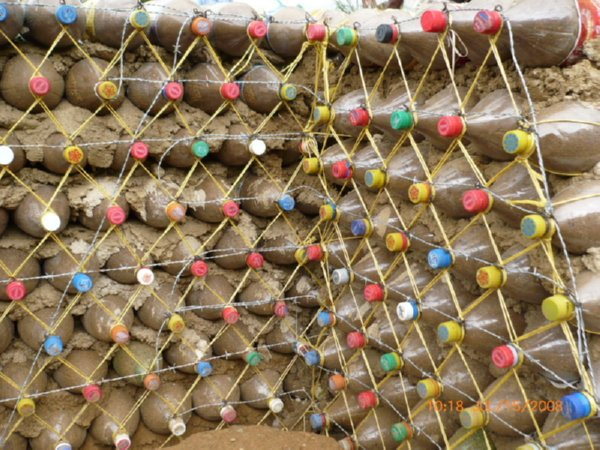